# Асаи, Эрин
Эрин Асаи (яп. 浅井恵倫, эсп. Erin Asai, 25 декабря 1894 — 9 октября 1969) — японский лингвист, специалист по австронезийским языкам (прежде всего — малайскому и языкам аборигенов Тайваня). Также известен как эсперантист, один из основателей Японского института эсперанто.
Асаи родился в 1894 году в деревне Насиро (ныне — в составе города Комацу). Во время учёбы в средней школе выучил эсперанто. Изучал лингвистику в Императорском университете Токио. В 1918 году защитил дипломную работу «Полинезийские народы и их языки», при этом она была написана на эсперанто (эсп. Polineziaj popoloj kaj iliaj lingvoj). Один из профессоров счёл, что эсперанто не является настоящим языком, однако работа была принята комиссией.
В 1919 году Асаи вместе с Кэндзи Осакой и Тикао Фудзисавой основал Японский институт эсперанто.
Впоследствии Асаи занимался изучением австронезийских языков, в особенности языков аборигенов Тайваня, который в то время (с 1895 года) был колонией Японии. До Второй мировой войны Асаи был профессором Императорского университета Тайхоку (ныне — Национальный университет Тайваня). Работая здесь, он опубликовал работы, посвящённые языкам ями и седекскому. После войны занимался изучением различных языков Азии и Океании, в том числе тайского и языков Папуа — Новой Гвинеи.
Его работы совмещали компаративистский и исторический подходы и основывались как на изучении документов, так и на полевых исследованиях.